# شهرداری انابد
شهرداری انابد سازمانی عمومی غیردولتی است که مسئولیت اجرایی مدیریت شهری در انابد را بر عهده دارد. شهرداری انابد در سال ۱۳۷۹ خورشیدی تأسیس شد. حمید عمارلو شهردار کنونی این شهر است.